# 石桌子乡
石桌子乡，是中华人民共和国河北省承德市围场满族蒙古族自治县下辖的一个乡镇级行政单位。

## 行政区划
石桌子乡下辖以下地区：
石桌子村、梁家营村、碑梁沟村、马家店村、盖子沟村、小桥子村、三岔口村和嘎拜村。